# Marwan Hamdy
Marwan Hamdy Mehany Abdelhamid (ar. مروان حمدي; ur. 15 listopada 1996) – egipski piłkarz grający na pozycji napastnika. Od 2021 jest zawodnikiem klubu Smouha SC, do którego jest wypożyczony z Zamaleku.

## Kariera klubowa
Swoją piłkarską karierę Hamdy rozpoczął w klubie Al-Nasr Kair. W sezonie 2016/2017 zadebiutował w nim w drugiej lidze egipskiej i w debiutanckim sezonie wywalczył z nim awans do pierwszej ligi. W 2017 roku przeszedł do Misr Lel-Makkasa SC. W 2019 roku został z niego wypożyczony do Wadi Degla SC, w którym zadebiutował 22 września 2019 w przegranym 0:1 domowym meczu z Tantą SC. W 2020 roku wrócił do Misr Lel-Makkasa.
W styczniu 2021 Hamdy przeszedł do Zamaleku, w którym swój debiut zaliczył 7 lutego 2021 w wygranym 2:0 domowym meczu z Al-Ittihad Aleksandria. W sezonie 2020/2021 wywalczył z Zamelekiem mistrzostwo Egiptu.
Latem 2021 Hamdy został wypożyczony do Smouhy SC. Zadebiutował w niej 25 października 2021 w zremisowanym 4:4 domowym meczu z Al-Ittihad Aleksandria. W debiucie strzelił gola.
| Sezon   | Klub                | Kraj  | Rozgrywki                   | Mecze | Gole |
| ------- | ------------------- | ----- | --------------------------- | ----- | ---- |
| 2016/17 | Al-Nasr Kair        | Egipt | 2. liga                     | ?     | ?    |
| 2017/18 | Misr Lel-Makkasa SC | Egipt | Ad-Dauri al-Misri al-Mumtaz | 6     | 2    |
| 2018/19 | Misr Lel-Makkasa SC | Egipt | Ad-Dauri al-Misri al-Mumtaz | 8     | 0    |
| 2019/20 | Wadi Degla SC       | Egipt | Ad-Dauri al-Misri al-Mumtaz | 26    | 6    |
| 2020/21 | Misr Lel-Makkasa SC | Egipt | Ad-Dauri al-Misri al-Mumtaz | 7     | 4    |
| 2020/21 | Zamalek SC          | Egipt | Ad-Dauri al-Misri al-Mumtaz | 18    | 1    |

## Kariera reprezentacyjna
W reprezentacji Egiptu Hamdy zadebiutował 18 listopada 2019 w zremisowanym 0:0 meczu kwalifikacji do Pucharu Narodów Afryki 2021 z Komorami, rozegranym w Iconi. W 2022 roku został powołany do kadry na Puchar Narodów Afryki 2021. Na tym turnieju rozegrał trzy mecze: grupowy z Sudanem (1:0), ćwierćfinałowy z Marokiem (2:1 po dogrywce) i finałowy z Senegalem (0:0, k. 2:4).